# Anselm (Joinville)

Wappen der Herren von Joinvilles

Anselm von Joinville (frz.: Anseau de Joinville, * 1265; † 1343) war Herr von Joinville.
Er war der Sohn von Johann von Joinville, aus dessen zweiter Ehe mit Alix de Reynel. Als ältester überlebender Sohn beerbte er 1317 seinen Vater in der Herrschaft Joinville.
König Philipp VI. von Frankreich ernannte Anselm 1339 zu einem Marschall von Frankreich.

## Ehe und Nachkommen
1302 heiratete er in erster Ehe Laura von Saarbrücken, die Tochter des Grafen Simon IV. (Maison de Broyes), die aber schon früh verstarb. In zweiter Ehe heiratete er 1323 Margarethe von Vaudémont. 1346 erbte sie von ihrem verstorbenen Bruder die Grafschaft Vaudémont und brachte diese somit an die Joinvilles.
Aus seiner ersten Ehe mit Laura von Saarbrücken hatte er eine Tochter:
- Johanna, Herrin von Rimaucourt ⚭ Jean de Noyers, Graf von Joigny, Sohn von Miles de Noyers

Aus der Ehe mit Margarethe von Vaudémont hatte er folgende Kinder:
- Heinrich (* 1327; † 1365), Graf von Vaudémont und Herr von Joinville
- Isabella ⚭ Johann von Vergy, Herr von Mirabeau (Haus Vergy)
- Mathilde ⚭ Karl von Haraucourt